# Anthony Lobello
Anthony James Lobello, noto semplicemente come Anthony Lobello (Tallahassee, 15 agosto 1984), è un ex pattinatore di short track statunitense naturalizzato italiano.

## Biografia
Nato da padre  italo-statunitense è cresciuto a Tallahassee, in Florida. All'età di sette anni si è dedicato dapprima al pattinaggio a rotelle in linea e poi al pattinaggio su ghiaccio, specializzandosi nello short track.
Nel 2006 ha rappresentato la nazionale statunitense ai Giochi olimpici di Torino 2006, partecipando al concorso dei 500 metri e dove ha conosciuto Arianna Fontana, sua moglie dal 2014.
Ai campionati mondiali di short track di Minneapolis 2006 ha vinto la medaglia di bronzo nella staffetta, gareggiando al fianco di J.P. Kepka, Jordan Malone e Alex Izykowski.
Nel 2012 ottiene la cittadinanza italiana grazie alle origini del nonno paterno ed entra nella nazionale azzurra, con cui disputa la Coppa del mondo a Calgary, in Canada.
Nel 2014 ha rappresentato la nazionale italiana ai Giochi olimpici di Soči 2014. Dopo tale evento, si è ritirato dall'attività agonistica.

### Vita privata
Il 31 maggio 2014 ha sposato, a Colico, la pattinatrice di short track Arianna Fontana, che aveva conosciuto alle Olimpiadi di Torino nel 2006.

## Palmarès
- Campionati mondiali di short track

Minneapolis 2006: bronzo nella staffetta 5000 m;